# ヴィーナスの誕生 (ジェロームの絵画)
『ヴィーナスの誕生』（ヴィーナスのたんじょう、仏: La Naissance de Vénus; Vénus — l'étoile, 英: The Birth of Venus）は、フランスの画家ジャン＝レオン・ジェロームの1890年の作品。ヴィーナスが海から誕生する所を描写している。
作品は1991年にオークションで売却され、現在は個人蔵となっている。